# جنگل مانگرو

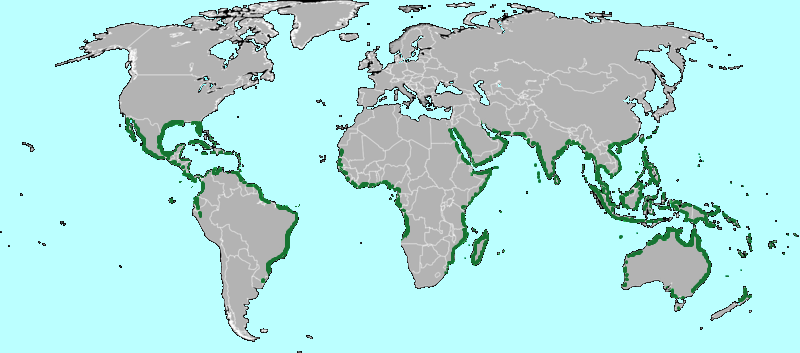
پراکندگی جهانی جنگل‌های مانگرو

جنگل حرا، یا جنگل مانگرو (به انگلیسی: Mangrove forest)  یا جنگل کِشَندی که باتلاق حرا، بیشه حرا یا مَنگَل نیز نامیده می‌شوند، تالاب‌های زایا هستند که در مناطق جزرومدی ساحلی می‌رویند. جنگل‌های مانگرو عمدتاً در عرض‌های جغرافیایی حاره‌ای و جنب‌حاره‌ای رشد می‌کنند زیرا درختان مانگرو نمی‌توانند دمای انجماد را تحمل کنند. حدود ۸۰ گونه مختلف از درختان مانگرو وجود دارد. همه این درختان در مناطقی با خاک کم‌اکسیژن رشد می‌کنند، جایی که آب‌های با حرکت آهسته اجازه می‌دهد تا رسوب ریز جمع شود.

## ویژگی‌ها

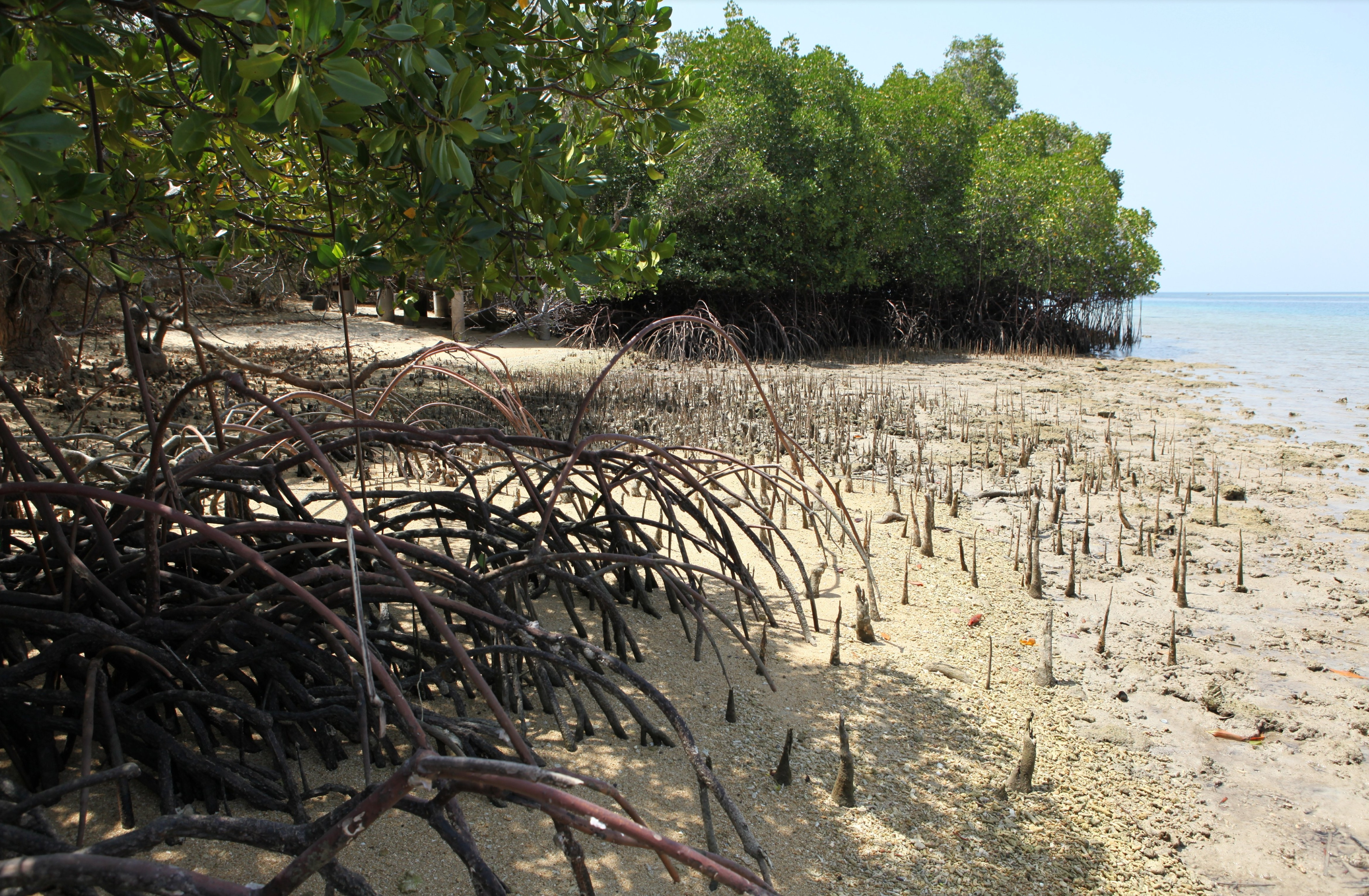
حرا در پارک ملی بالی غربی، اندونزی

اصطلاحات جنگل مانگرو، مرداب مانگرو یا جنگل کشندی یا مانگال معرف تمام اجتماعاتی است که به وسیله این گیاهان شکل گرفته‌اند. مانگروها گیاهان گلدار خشکی‌زی هستند که به علت عدم توانایی در رقابت با سایر گونه‌های گیاهان در خشکی به ساحل دریا روی آورده‌اند؛ و با تحمل شرایط زیستی دشوار حد فاصل دریا و خشکی، بلامنازع در این منطقه چیرگی یافته‌اند، به طوری که در گستره تحت اشغال مانگروها کمتر گیاهی قادر به رقابت با آنها است.
گونه گیاهی مانگرو در مناطق استوایی و نیمه استوایی یافت شده و روزی دو بار زیر سیلی از آب شور غرق می‌شود. این گیاهان نه‌تنها می‌توانند در آبهای ۱۰۰ برابر شورتر از آنچه بیشتر گیاهان وابسته به آب‌های شیرین قدرت تحمل آن را دارند، زنده بمانند بلکه زیستگاه مناسبی برای انواع گونه‌ها از خرچنگ تا پرندگان به حساب می‌آیند. مانگروها می‌توانند با روش‌های مختلف حیات خود را حفظ کنند. برخی از گونه‌ها دارای سیستم فیلتر داخلی هستند که مانع از آن می‌شود نمک وارد ریشه آنها شود.

## پراکنش

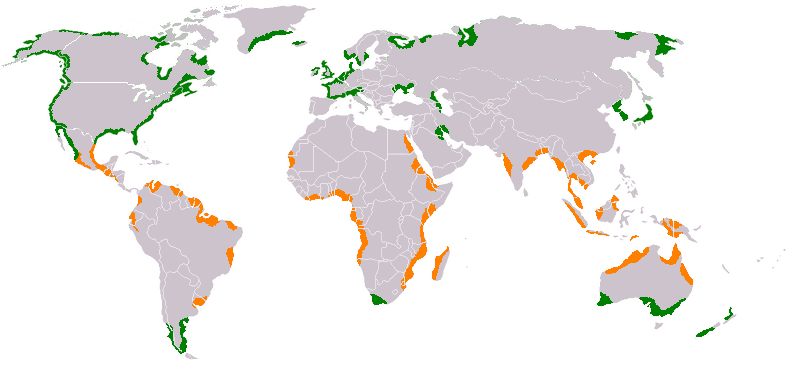
مانگروها در مناطق حاره‌ای و مانداب‌های شور در مناطق معتدل غالب هستند.
غلبه یا مانگروها
غلبه با مانداب‌های شور

در سراسر جهان حدود ۸۰ گونه توصیف شده از مانگرو وجود دارد که در امتداد سواحل دریایی زندگی می‌کنند. حدود ۶۰ گونه از این گونه‌ها مانگرو واقعی هستند که فقط در پهنه کشندی بین جزر و مد زندگی می‌کنند.
مانگرو را می‌توان در ۱۱۸ کشور و منطقه در مناطق حاره‌ای و جنب‌حاره‌ای جهان یافت. بیشترین درصد مانگروها بین عرض‌های جغرافیایی ۵ درجه شمالی و ۵ درجه جنوبی یافت می‌شود. تقریباً ۷۵ درصد از مانگروهای جهان فقط در ۱۵ کشور یافت می‌شوند. تخمین مساحت مانگروها بر اساس سنجش از دور و داده‌های جهانی کمتر از برآوردهای مبتنی بر پیشینه تاریخی و بررسی‌ها برای دوره‌های مشابه است.
در سال ۲۰۱۸، مؤسسه ابتکار جهانی پایش مانگرو یک پایه جهانی بر اساس سنجش از راه دور و داده‌های جهانی برای سال ۲۰۱۰ منتشر کرد. آنها کل مساحت جنگل‌های مانگرو در جهان را تا سال ۲۰۱۰ حدود ۱۳۷۶۰۰ کیلومتر مربع (۵۳۱۰۰ مایل مربع) تخمین زدند که ۱۱۸ کشور و قلمرو را در بر می‌گیرد. به پیروی از کنوانسیون‌های شناسایی مناطق جغرافیایی از کنوانسیون رامسر برای حفاظت از تالاب‌ها، محققان گزارش کردند که آسیا بیشترین سهم (۳۸٫۷٪) از مانگروهای جهان را دارد. پس از آسیا، آمریکای لاتین و دریای کارائیب (۲۰٫۳٪)، آفریقا (۲۰٫۰٪)، استرالیا و اقیانوسیه (۱۱٫۹٪) و آمریکای شمالی (۸٫۴٪) قرار دارند.

## اهمیت
جوامع گیاهی مانگرو سرمنشأ زنجیره‌های غذایی دیگر موجودات زنده منطقه بوده و دارای اراضی مساعد و حاصلخیز وسیعی هستند. چنین محیطی به دلیل آنکه در حد واسط اکوسیستم خشکی و اکوسیستم دریایی قرار گرفته، موجب به وجود آمدن زیستگاه مناسبی برای انواع جانوران آبزی و پرندگان گشته‌اند.
مانگروها از مهم‌ترین نظام‌های حیات‌بخش جهان محسوب می‌شوند و با سایر اکوسیستم‌های جنگلی تفاوت اساسی دارند. مانگروها جنگل‌های ویژه‌ای هستند که نوع استقرار خود با شرایط بوم‌مرزی
که در گذرگاه آب و خشکی حاکم سازگاری پیدا کرده‌اند. استقرار مانگروها متأثر از شرایط آبی و خشکی اطراف توأم است. اراضی جنگلی مانگرو با توجه به شرایط زیستی ویژه خود، همواره به‌عنوان زیستگاه‌های حساس قابل توجه بوده و به‌دلیل استقرار در محیط پویای زندگی برای مقابله با شرایط غیرمتعارف حاکم بر رویشگاه‌ها، خود را تجهیز کرده و سازگاری منحصربه‌فردی را ارایه داده‌اند، به گونه‌ای که همواره در کانون تشکیلات حفاظتی بین‌المللی قرار گرفته و به‌عنوان زیستگاه‌های حفاظت‌شده معرفی می‌شوند. به جهت اهمیت این جنگل‌ها ۴ مرداد (۲۶ ژوئیه) را «روز جهانی مانگرو» نامگذاری کرده‌اند.

نقشه سونداربانس، بزرگ‌ترین جنگل مانگروی دنیا
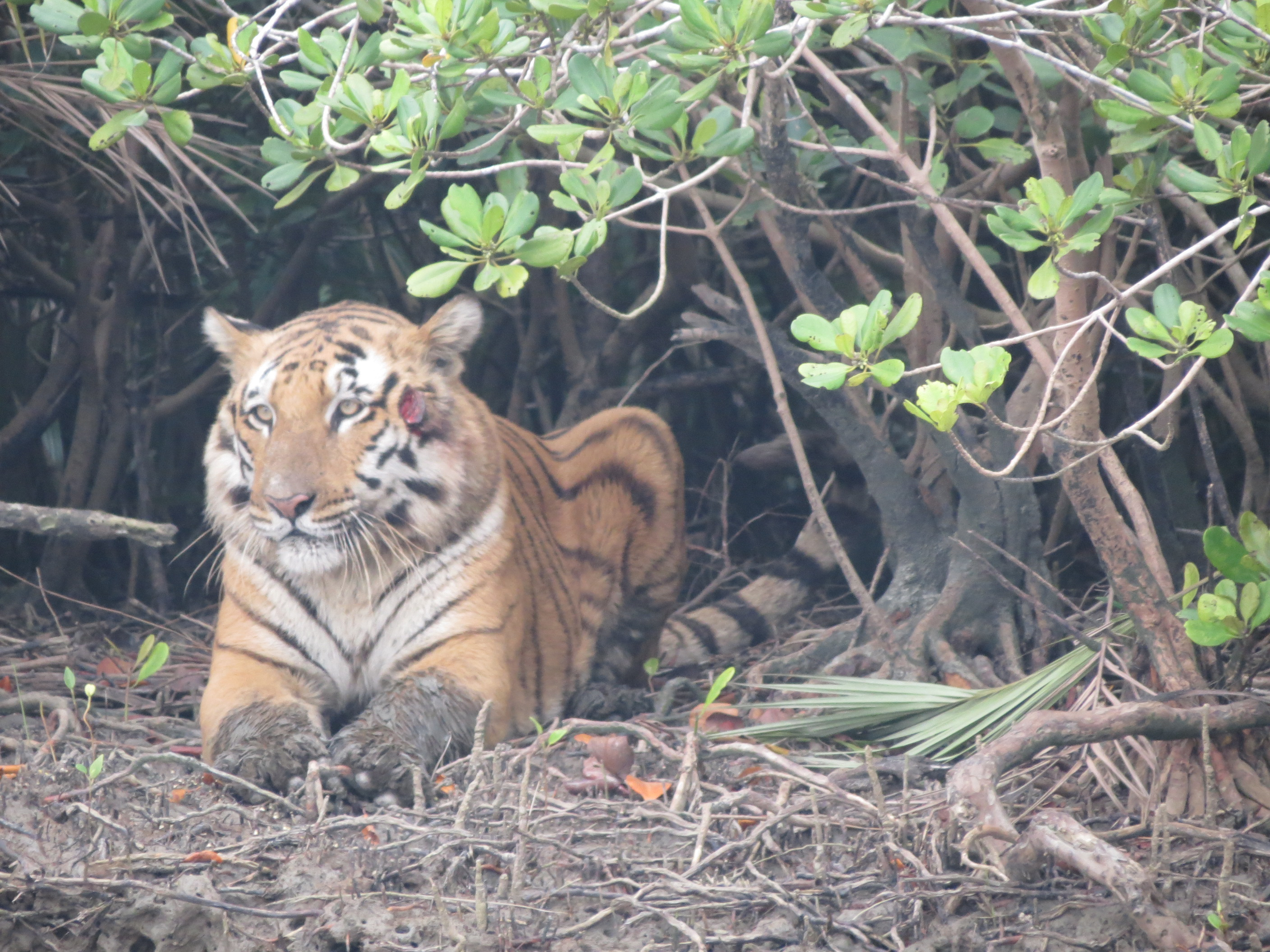
ببر بنگال در سونداربانس
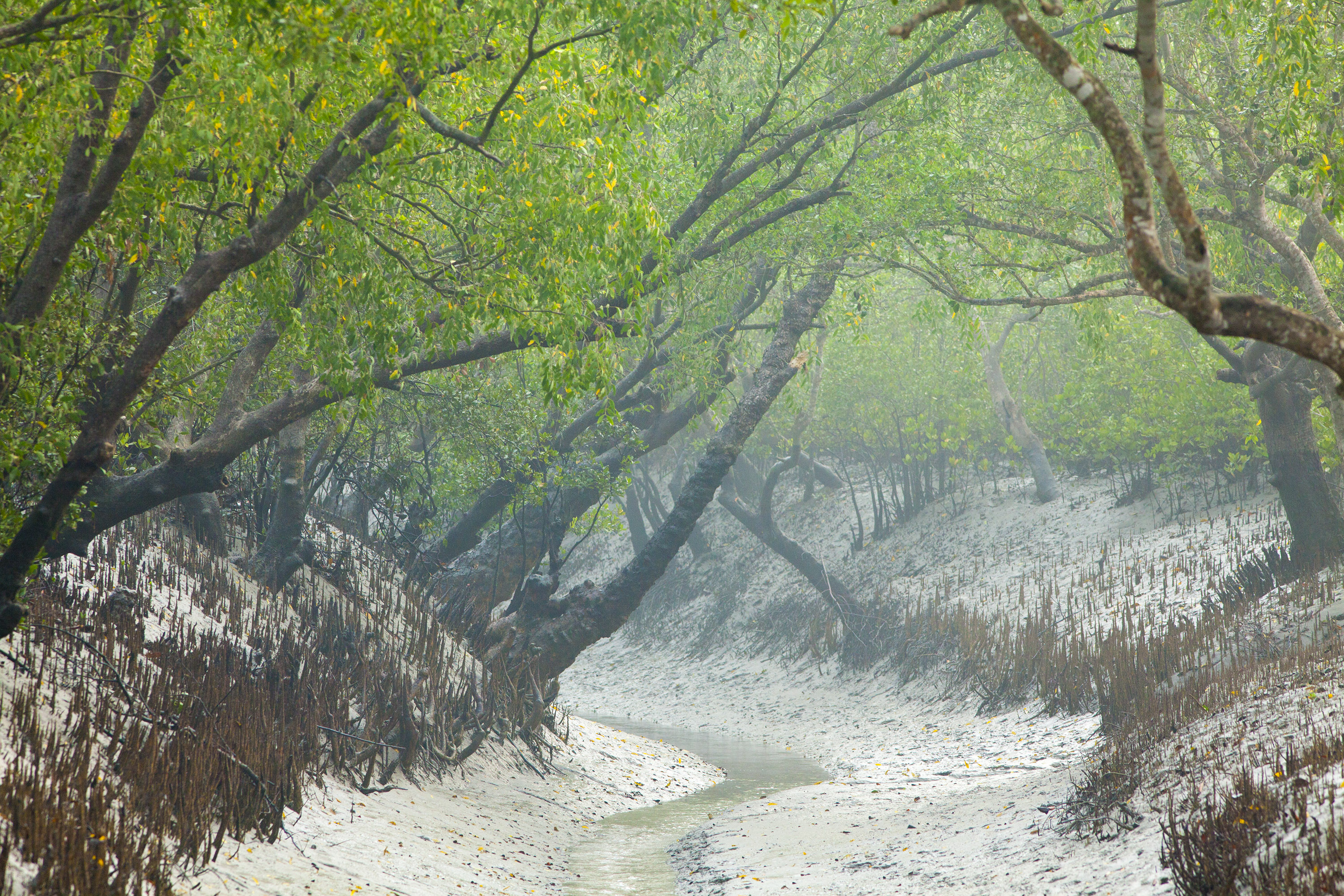
آبراهه در حالت جزر

## بوم‌شناختی
[[پرونده:IMG.photo_of_sundarban.jpg|پیوند=//upload.wikimedia.org/wikipedia/commons/thumb/9/9c/IMG.photo of sundarban.jpg/290px-IMG.photo of sundarban.jpg|بندانگشتی| {{|سونداربان، بزرگ‌ترین جنگل مانگروی جهان]]

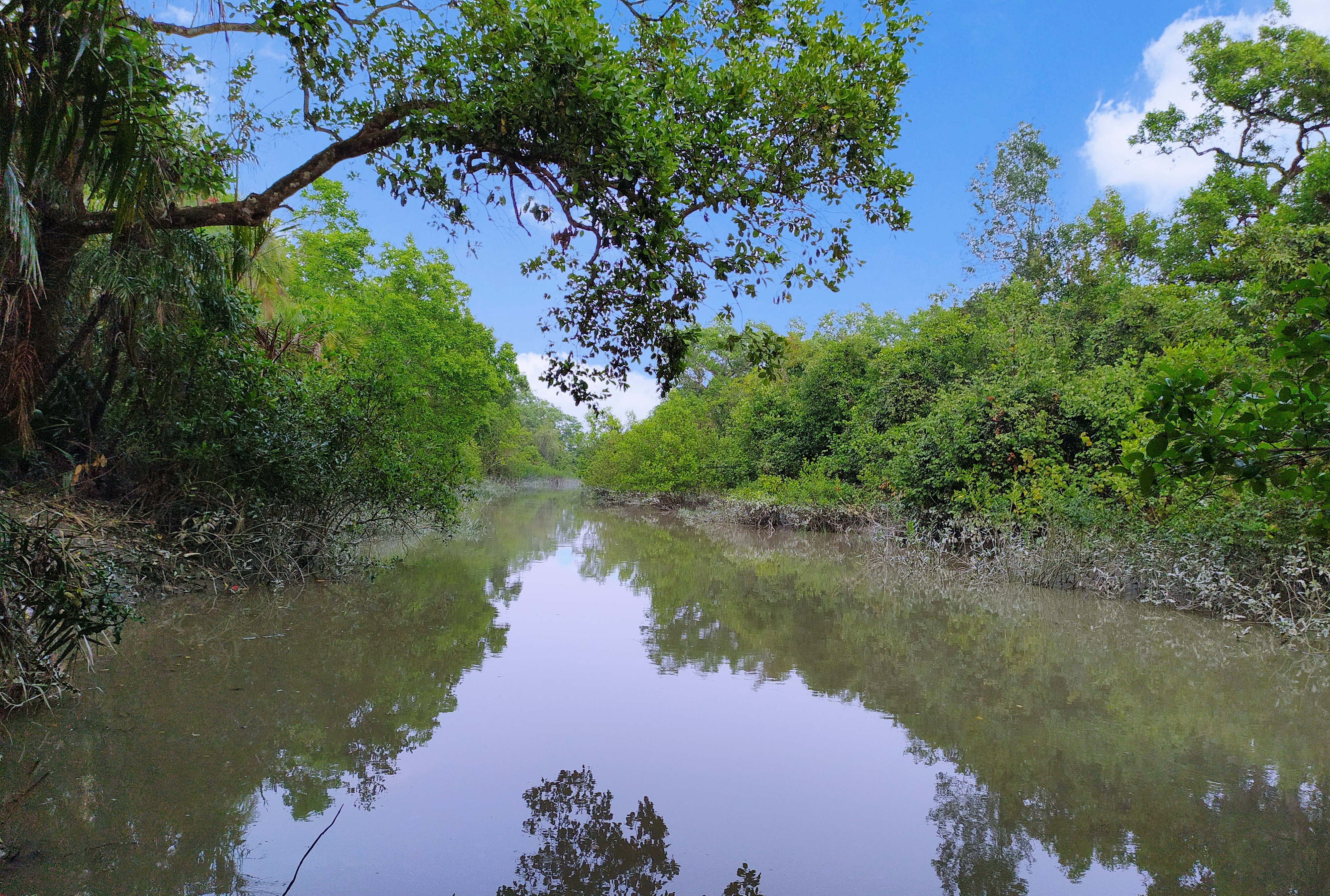
|سونداربان، بزرگ‌ترین جنگل مانگروی جهان

جنگل‌های مانگرو با حدود ۱۰ میلیون هکتار مساحت در دنیا زیستگاه امنی برای هزاران پرنده آبزی و کنار آبزی و گونه‌های آبی است که بیشترین پراکنش را در سواحل رودخانه‌ها و دریاهای مناطق جنب‌حاره‌ای دارند.

### حفاظت از مناطق ساحلی
مانگرو از گونه‌های آبزی و نادر جنگلی است که در پهنه‌های گلی می‌روید و نقش مهمی در اکوسیستم مناطق ساحلی و حفاظت از سواحل دارد. جنگل‌های مانگرو در برابر وقوع طوفان نقش حفاظتی بازی می‌کنند. به‌طور مثال ساکنان مناطق ساحلی جنوب شرق هند با کمک این پوشش گیاهی توانستند سال ۲۰۰۴ از سونامی مرگبار جان سالم به در ببرند.

### جذب کربن
درختان مانگرو قادر به جذب و ذخیره گاز دی‌اکسید کربن هستند. هر درخت مانگرو دارای ظرفیت جذب تقریبی ۱۲٫۳ کیلوگرم کربن‌دی‌اکسید در سال است.
شرایطی که این پوشش گیاهی در آن زیست می‌کند موجب رشد سریع درختان و کاهش سرعت فرسایش مواد ارگانیک خاک می‌شود و در نتیجه این وضعیت جنگل‌های مانگرو را به جذب کننده مناسب کربن تبدیل کرده است. بررسی انجام شده در سال ۲۰۱۵ نشان می‌دهد جنگل‌های مانگرو در منطقه اقیانوسی هند – آرام نسبت به دیگر جنگل‌ها در این ناحیه ۶ درصد بیشتر کربن ذخیره می‌کنند.

## تخریب جنگل‌های مانگرو
جوامع گیاهی مانگرو همیشه تأمین‌کننده بخشی از نیازهای اقتصادی انسانی است به‌طوری که در پاره‌ای نقاط، به خاطر برداشت‌های نادرست، بقای آن‌ها که قبلاً به صورت توده‌های جنگلی انبوهی بوده، به خطر افتاده است.
طی پنجاه سال گذشته، تقریباً یک سوم از جنگل‌های مانگرو در جهان از دست رفته‌اند، اما بسیاری از مطالعات نرخ تخریب این زیستگاه‌ها را کمتر نشان می‌دهد. فشار بالای جمعیت در مناطق ساحلی منجر به تبدیل بسیاری از جنگل‌های مانگرو به دیگر استفاده‌ها مانند احداث سازه‌ها، آبزی پروری، کشت برنج و تولید نمک شده است به علاوه تقاضا برای محصولات چوبی این جنگل‌ها رو به افزایش است. مطالعات بسیاری دلالت بر کاهش وسعت مانگروها در گذر زمان دارند. به‌طور کلی مانگروها نسبت به انواع گوناگونی از آشفتگی‌های محیطی آسیب‌پذیر هستند، آنها گیاهانی حساس به تشکیل لجن یا رسوب‌گذاری شدید، ایستابی، آبگیری آب‌های سطحی و مهم‌تر از همه نفت می‌باشند. این آسیب‌ها جذب اکسیژن را از طریق تنفس کاهش داده و موجب افزایش نرخ مرگ و میر مانگروها می‌شوند.
در گذشته جنگل‌های مانگرو بیشتر مناطق خط ساحلی استوایی را در بر می‌گرفت اما در نیمی از قرن گذشته وسعت این جنگل‌ها به نصف کاهش پیدا کرد. ۴۲ درصد از ۱۳ میلیارد و ۷۰۰ میلیون هکتار از باقیمانده جنگل‌های مانگرو در آسیاست و اندونزی به تنهایی از ۲۰ درصد پوشش جنگلی مانگرو برخوردار است. از ۶۰ تا ۱۰۰ گونه مانگرو در جهان ۵۵ گونه در اندونزی وجود دارد. در فاصله سال‌های ۲۰۰۰ تا ۲۰۱۲ حدود ۱۰۰ هزار هکتار از جنگل‌های مانگرو در جنوب شرق آسیا از بین رفته است. در اندونزی پرورش میگو علت ۴۴ درصدی از بین رفتن جنگل‌های مانگرو بوده است.